# Tyspanodes fascialis
Tyspanodes fascialis là một loài bướm đêm trong họ Crambidae.